# Fiat CR.42 Falco
O Fiat CR.42 Falco (Falcão, plural: Falchi) foi um caça biplano monolugar que serviu principalmente a Regia Aeronautica Italiana (Real Força Aérea Italiana) na década de 1930 e durante a Segunda Guerra Mundial. Esta aeronave foi produzida pela Fiat Aviazione, sendo uma evolução do caça CR.32 que entrou em serviço em várias forças aéreas europeias, nomeadamente a da Bélgica, Suécia e Hungria. Com mais de 1 800 exemplares construídos, foi a aeronave italiana mais produzida a participar na Segunda Guerra Mundial.
O CR.42 também participou na Guerra Civil Espanhola e foi usado pela Força Aérea Espanhola até 1948, sendo então relegado a funções de treino.
As melhorias ao CR.32 incluíam um motor radial Fiat A.74R1C.38 sobrealimentado mais potente, arrefecido a ar, e melhorias aerodinâmicas nas suas superfícies exteriores relativamente limpas. A aeronave provou ser relativamente ágil em voo, um fator que tinha sido atribuído à sua carga alar muito baixa e uma vantagem tática por vezes decisiva.
A RAF andou sempre de olhos postos neste biplano, devido à sua excelente capacidade de manobra, chegando a declarar que "este avião possuía uma força excepcional". No entanto, tinha poucas hipóteses de vitória contra aviões monoplanos mais rápidos e melhor armados. O autor de aviação Przemyslaw Skulski afirmou que o caça teve o seu melhor desempenho às mãos da Força Aérea Húngara, na Frente Oriental da guerra, contra as forças soviéticas, onde alcançaram o feito de perder apenas um avião para cada 12 russos abatidos.
Em maio de 1939, o CR.42 entrou em serviço com a Regia Aeronautica; foi o último dos caças biplanos Fiat a entrar em serviço na linha da frente. Até 10 de junho de 1940, data em que a Itália entrou na Segunda Guerra Mundial, tinham sido entregues cerca de 300 exemplares do tipo, que defendiam inicialmente as cidades metropolitanas e instalações militares importantes. No final de 1940, o Falco tinha estado envolvido em combates em várias frentes, incluindo a Batalha de França, a Batalha da Grã-Bretanha, no cerco de Malta, Norte de África e Grécia.
No final da guerra, os CR.42 italianos tinham sido utilizados noutras frentes, incluindo o Iraque, a Frente Oriental e o continente italiano. Após a assinatura do armistício italiano com os aliados a 8 de setembro de 1943, a aeronave foi relegada para uso como treino pela Força Aérea Co-Beligerante Italiana, enquanto alguns CR.42 italianos foram apreendidos pelos alemães e utilizados pela Luftwaffe para realizar operações de ataque ao solo.
O CR.42 Falco foi o último caça biplano a ser construído pela Fiat, representando a classe dos biplanos ao nível mais avançado. A sua asa inferior, que era ligeiramente mais curta que a asa de cima, fazia com que o avião se tornasse mais resistente e muito mais manobrável, inovação alvo de elogios por parte de muitos pilotos.

## Variantes

CR.42Os primeiros CR.42 estavam armados com uma metralhadora de 12,7 mm (0,50 pol.) e uma metralhadora de 7,7 mm (0,30 pol.). O CR.42bis substituiu a metralhadora de 7,7 mm por uma segunda de 12,7 mm.
CR.42 EgeoEquipado para serviço na frente de operações do Egeu, com um tanque de combustível extra de 100 L na fuselagem.
CR.42ASUma versão de apoio aéreo aproximado, onde AS significa Africa Settentrionale, indicando a região do Norte de África para a qual os aviões estavam destinados a operar. Nesta variante as duas metralhadoras padrão de 12,7 mm podiam ser complementadas com mais duas, contendo ainda prateleiras sob as asas para duas bombas de 100 kg. Era equipado com um filtro de motor adicional para evitar danos causados pela areia, uma ocorrência comum no Norte de África, já que os motores sem filtro podiam ficar danificados após apenas algumas horas de utilização. Apesar dos benefícios, a utilização deste filtro implicava uma perda de potência.
CR.42BVariante de treino com 2 lugares, apresentando uma fuselagem alongada para acomodar o segundo cockpit.
CR.42bisArmamento de série com duas metralhadoras de 12,7 mm.
CR.42CNVersão de caça noturno por vezes equipada com projetores montados sob as asas e/ou escapes de motor ampliados.
CR.42terEquipado com 2 metralhadoras de 12,7 mm e com duas armas adicionais montadas em bolhas sob as asas.
ICR.42Versão experimental de avião flutuante projectada pela CMASA, uma empresa aeronáutica com sede em Génova. Apesar do aumento de peso de 124 kg a velocidade máxima diminuiu apenas 8 km/h.
CR.42LWAvião de assédio noturno e anti-partidário da Luftwaffe. Os aviões estavam equipados com amortecedores de chamas de escape, um par de metralhadoras de 12,7 mm e suportes sob as asas para quatro bombas de 50 kg. Foram construídos 150 exemplares, dos quais 112 foram aceites para servir a Luftwaffe.
CR.42 Bombe Alari(nome não oficial, mas amplamente utilizado) Modificação efectuada nos SRAM (centros de reparação), para permitir que caças obsoletos fossem utilizados na função de ataque ao solo. Foram adicionados pilares sob as asas para 2 bombas de 50 kg; contudo, estes eram frequentemente usados para bombas de 100 kg. A mesma modificação foi efectuada nos Fiat G.50 e Macchi C.200.
CR.42 (biposto)Vários CR.42 italianos foram convertidos em aviões de comunicação de dois lugares.
CR.42DBUm CR.42 foi equipado com um motor DB 601A em linha, de 895 kW (1.200 hp). Foi atingida uma velocidade de 525 km/h.

## Operadores
Bélgica
- Força aérea belga

 Estado Independente da Croácia
- Força Aérea do Estado Independente da Croácia

 Alemanha
- Luftwaffe

 Hungria
- Força Aérea da Hungria

 Reino da Itália
- Regia Aeronautica
- Força Aérea Co-beligerante Italiana

 Espanha
- Força aérea espanhola (dois CR.42bis entregues em 1939)

 Suécia
- Força Aérea da Suécia